# Governació d'Erbil

Distribució de la província d'Erbil.

La governació o muhàfadha d'Erbil —kurd: پارێزگەھا ھەولێر, Parêzgeha Hewlêrê; àrab: محافظة أربيل, muẖāfaẓat Arbīl— és una província o governació de l'Iraq que es troba al Kurdistan. Té una superfície de 15.074 km² i una població estimada de 2.000.000 habitants (2011). N'és la capital la ciutat d'Hewlêr o Arbil, de la que en pren el nom.

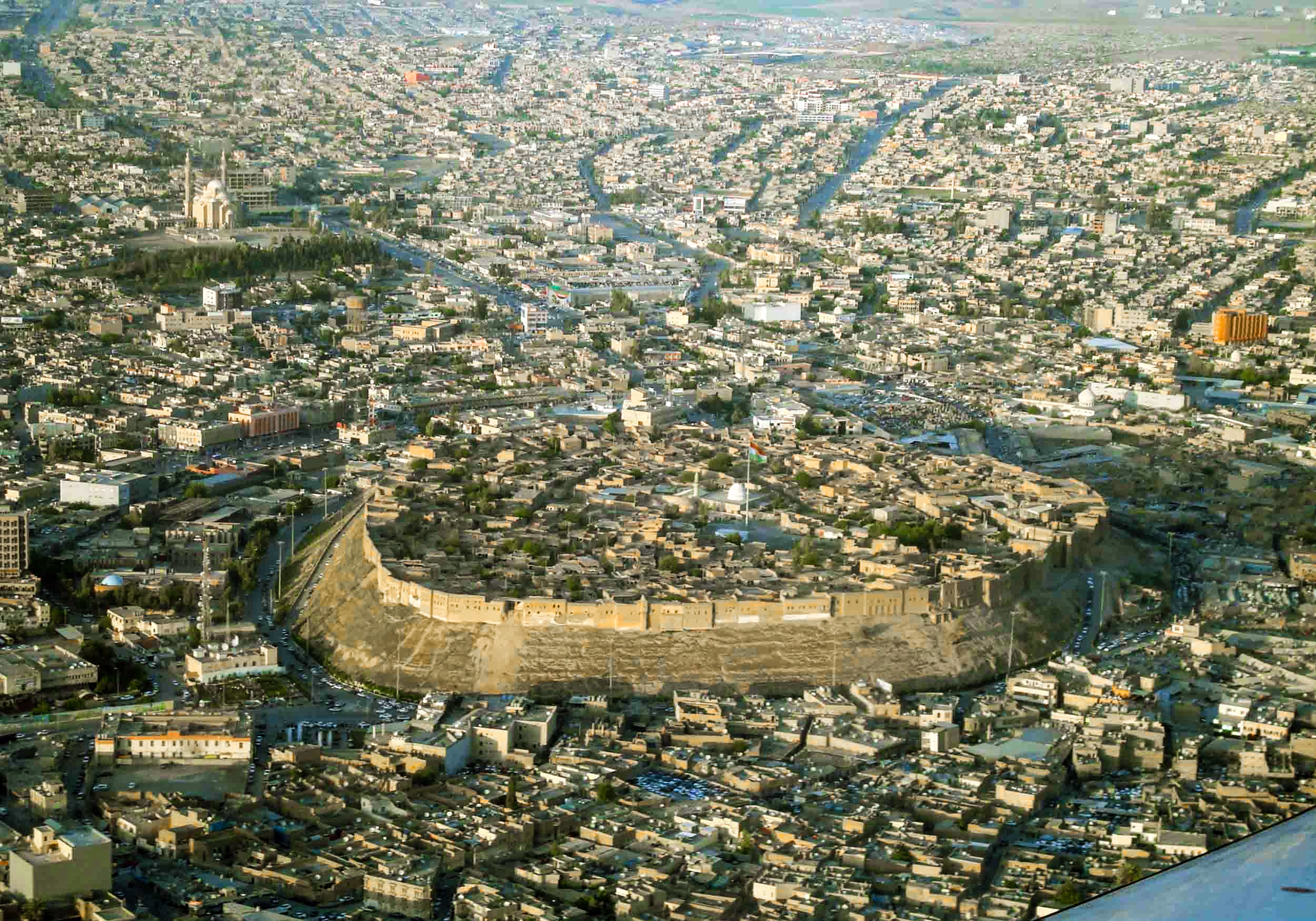
Vista aèria de la ciutadella d'Erbil, envoltada per la ciutat

## Districtes
- Makhmour (81)
- Arbil (71)
- Koi Sanjaq (80)
- Shaqlawa (89)
- Soran (94), amb les ciutats de Soran, Rowanduz i Diana
- Mergasur (83)
- Choman (66)

## Ciutats i pobles
- Bahirkāh, 6758 hab., (بحركه)
- Banī Šilāwah Gawrah, 37322 hab. (بنصلاوة)
- Barzan
- Darband, 10086 hab. (دربند)
- Erbīl, 1091636 hab. (اربيل)
- Kalkān, 6846 hab., (كلك)
- Kūnagurk, 30283 hab. (كونه كورك)
- Kūsanjaq, 15123 hab. (كويسنجق)
- Maẖmūr, 18128 hab. (مخمور)
- Rawāndūz, 95089 hab. (رواندوز)
- Şalāh̨addīn, 18205 hab. (صلاح الدين)
- Šāwīš, 7387 hab. (شاويس)